# Netzsch-Gruppe

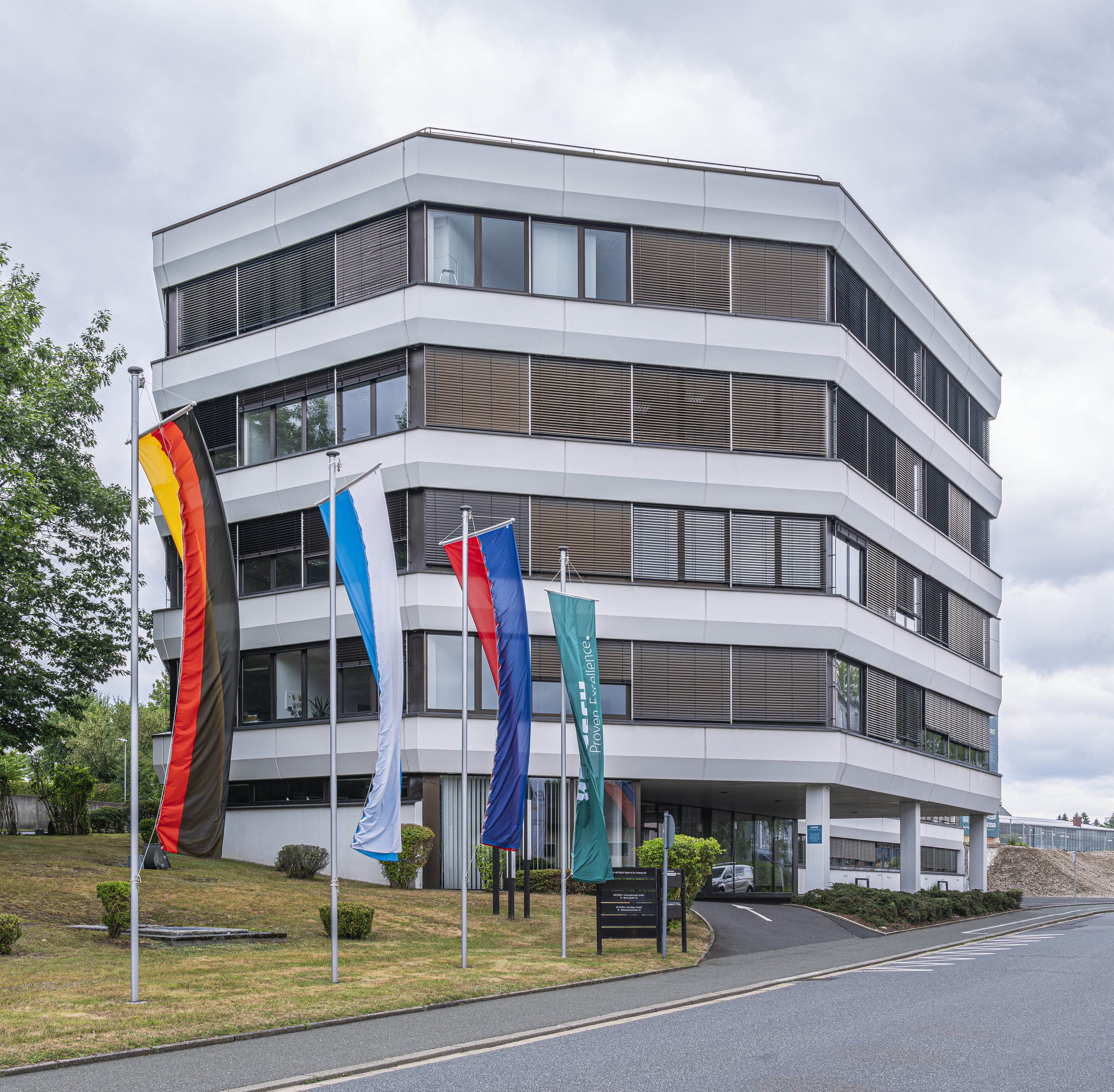
Netzsch-Gebäude in Selb (2025)

Die Netzsch Gruppe (Eigenschreibweise NETZSCH) ist ein weltweit tätiges Maschinenbauunternehmen mit Stammsitz im bayerischen Selb. Das mittelständische Familienunternehmen befindet sich im Besitz der Gründerfamilie Netzsch. Es besteht aus den drei Geschäftsbereichen Analysieren & Prüfen, Mahlen & Dispergieren und Pumpen & Systeme unter der Führung der Erich Netzsch B.V. & Co. Holding KG. Die Netzsch Gruppe beschäftigt weltweit mehr als 4.600 Mitarbeiterinnen und Mitarbeiter in 36 Ländern auf allen Kontinenten. 

## Geschichte
Thomas und Christian Netzsch gründeten das Familienunternehmen 1873 in Selb. 1931 wurde der Firmensitz ins böhmische Asch verlegt. Zu Beginn des Zweiten Weltkriegs beschäftigte Netzsch in Asch 200 Mitarbeiterinnen und Mitarbeiter. 1946 begann der Wiederaufbau in Selb. 1969 wurde das erste Tochterunternehmen außerhalb Europas im amerikanischen Exton gegründet und 1973 eines in Pomerode in Brasilien.

## Geschäftsbereiche

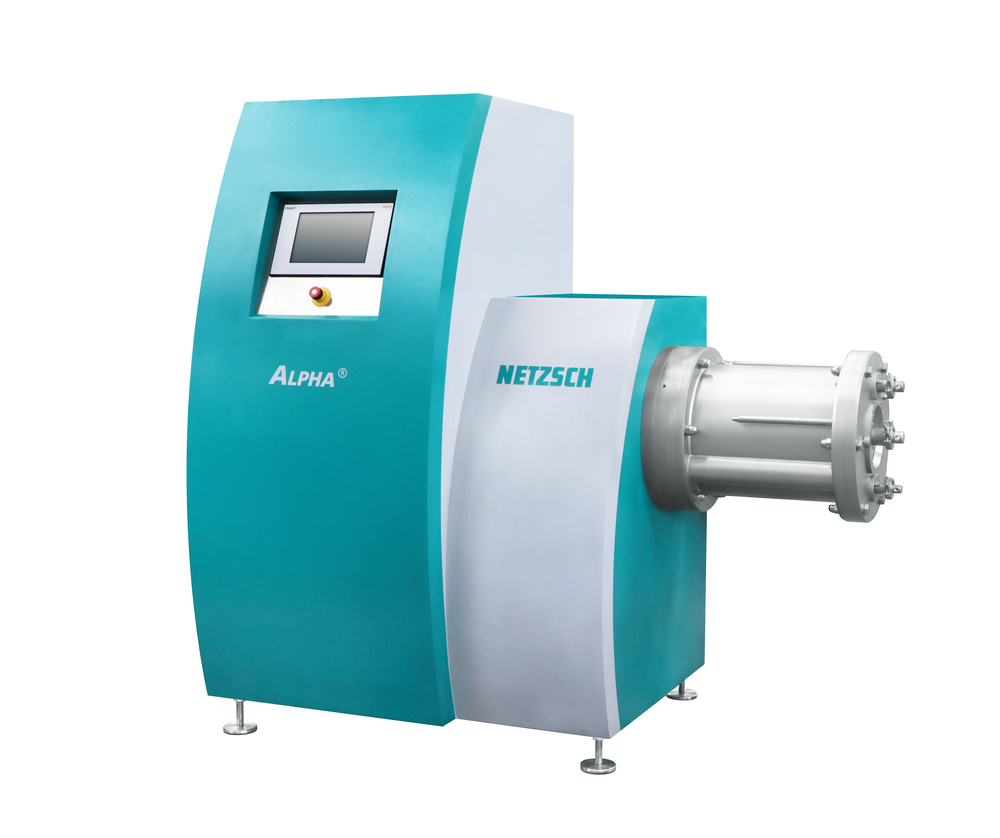
Netzsch-Alpha-Mahlsystem als Produktbeispiel des Unternehmens

Der Maschinenbauer produziert in drei eigenständigen Geschäftsbereichen für nahezu alle Industrien weltweit: Analysieren & Prüfen, Mahlen & Dispergieren sowie Pumpen & Systeme. Der Umsatz der Gruppe lag im Geschäftsjahr 2023 bei etwa 856 Millionen Euro. Davon entfielen 154 Millionen Euro auf den Geschäftsbereich Analysieren & Prüfen, 291 Millionen Euro auf den Geschäftsbereich Mahlen & Dispergieren sowie 411 Millionen Euro auf Pumpen & Systeme.
Der Geschäftsbereich Analysieren & Prüfen bieten thermoanalytische Geräte und Geräte zur Bestimmung thermopyhsikalischer Eigenschaften. Der Bereich Mahlen & Dispergieren umfasst Maschinen für Nass- und Trockenvermahlen, Mischen, Dispergieren, Homogenisieren und Sichten. Im Geschäftsbereich Pumpen & Systeme finden sich Verdrängerpumpen, die von Dosierpumpen in der Industrie bis hin zu Großpumpen für den Gassektor oder Bergbau reichen.